# Para Wiefericha
Para Wiefericha – w teorii liczb para liczb pierwszych {\displaystyle p} i {\displaystyle q} spełniających następujące warunki:
- {\displaystyle p^{q-1}\equiv 1(\operatorname {mod} q^{2})} oraz jednocześnie {\displaystyle q^{p-1}\equiv 1(\operatorname {mod} p^{2})} (gdzie mod oznacza modulo).

lub alternatywnie:
- {\displaystyle q^{2}} dzieli {\displaystyle p^{q-1}-1} oraz jednocześnie {\displaystyle p^{2}} dzieli {\displaystyle q^{p-1}-1.}

Określenie para Wiefericha bierze się od nazwiska niemieckiego matematyka Arthura Wiefericha i jest w pewnym stopniu pojęciem analogicznym do pojęcia liczby pierwszej Wiefericha. Jak dotąd (2015) znaleziono zaledwie siedem takich par, mianowicie:
- (2, 1093), (3, 1006003), (5, 1645333507), (5, 188748146801), (83, 4871), (911, 318917), oraz (2903, 18787)

Pary Wiefericha odgrywają rolę w dowodzie twierdzenia Mihăilescu znanego wcześniej jako hipoteza Catalana.